# Vaccinium eymae
Vaccinium eymae är en ljungväxtart som beskrevs av Herman Otto Sleumer. Vaccinium eymae ingår i Blåbärssläktet, och familjen ljungväxter. Inga underarter finns listade i Catalogue of Life.